# SN 1958D
SN 1958D – supernowa odkryta 15 kwietnia 1958 roku w galaktyce E440-G28. W momencie odkrycia miała maksymalną jasność 19,50m.